# Vấn đề tâm–vật

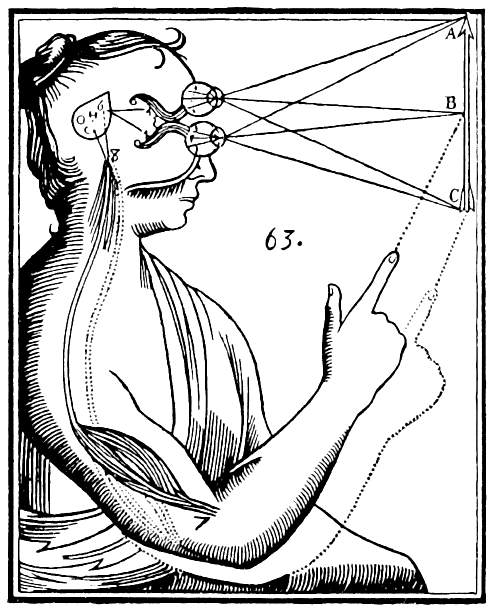
Minh họa của René Descartes về nhị nguyên tâm vật. Descartes tin rằng những dữ liệu đầu vào đưa vào bởi các cơ quan cảm giác tới tuyến tùng (epiphysis) trong bộ não và từ đó tới tinh thần phi vật chất.

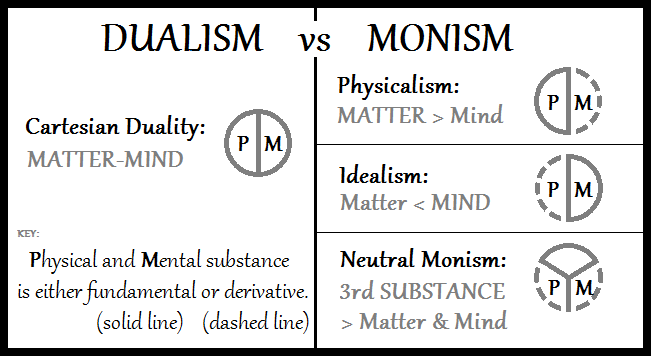
Những cách tiếp cận khác nhau giải quyết vấn đề tâm-vật.

Vấn đề tâm–vật (mind–body problem) là một vấn đề triết học trong lĩnh vực siêu hình học và triết học tinh thần. Vấn đề nảy sinh do các hiện tượng tâm trí được cho là khác biệt, một cách định tính hay căn bản, với cơ thể thể lý (physical body). Có một vài lý thuyết chính về lời giải cho vấn đề này. Nhị nguyên luận là thuyết cho rằng tâm và vật là hai thực thể khác nhau, và nhất nguyên luận cho rằng chúng về bản chất chỉ là một thực thể. Những người theo phái nhất nguyên duy vật (hay chủ nghĩa duy vật lý giữ quan điểm cho rằng chúng đều là vật chất, trong khi những nhà nhất nguyên duy tâm cho rằng chúng đều là tinh thần. Nhất nguyên luận trung tính lại khẳng định cả hai đều có thể quy giản về một thực thể thứ ba, trung tính.
Vấn đề này được xác định bởi René Descartes theo hình thức nó được thế giới phương Tây hiện đại biết đến, mặc dù thực sự đã được đề cập bởi những triết gia trước Aristote, hoặc trong triết học Ba Tư và trong các truyền thống châu Á từ rất lâu trước đó.